# 中澤公孝
中澤 公孝（なかざわ きみたか、1962年5月-）は、日本の運動学者。東京大学大学院総合文化研究科教授。専門は運動生理学・運動神経生理学・リハビリテーション医学であり、脊椎損傷の機能回復を目的とした基礎的・臨床的研究を行っている。

## 経歴
長野県出身。長野県長野高等学校卒業（33期）
- 1986年　金沢大学教育学部卒業。
- 1988年　金沢大学大学院教育学研究科修士課程修了。
- 1991年　東京大学大学院教育学研究科博士課程単位取得退学。

　国立障害者リハビリテーションセンターに勤務。
- 1997年　博士（教育学）（東京大学）。
- 2002年　東京大学大学院教育学研究科助教授。

　国立障害者リハビリテーションセンター研究所運動機能系障害部長を経て、
- 2009年　東京大学大学院総合文化研究科教授。

経歴の参照資料

## 受賞
- 1990年　日本バイオメカニクス学会若手奨励賞
- 1994年　日本バイオメカニクス学会学会賞（松井賞）